# Paul Bowles
Paul Frederic Bowles, född 30 december 1910 i Queens i New York, död 18 november 1999 i Tanger i Marocko, var en amerikansk författare och kompositör.
Bowles studerade för kompositören Aaron Copland och har bland annat skrivit musik till skådespel av Tennessee Williams, komponerat balettmusik och två operor. Han skrev för övrigt ett flertal romaner, novellsamlingar, dikter och reseskildringar. Han arbetade dessutom som översättare. Han var gift med författaren Jane Bowles och bodde i Tanger i över ett halvsekel, från 1947 och fram till sin död.

## Verkförteckning (svenska)
- Den skyddande himlen, övers. av Ann-Sofi och Sten Rein (Bonniers, 1951)
  - nyöversättning Mats Hörmark (Forum bokförlag, 1990) ISBN 91-37-09935-3

## Filmatiseringar
- Bernardo Bertolucci: The Sheltering Sky (1990) med John Malkovich i en bärande roll och Paul Bowles själv med i vissa scener som en iakttagande, tillbakablickande berättare.